# Vulcănești
Vulcănești (gag. Valkaneş; ros. Вулканешты, Wułkanieszty) – miasto w południowej Mołdawii, w Gagauzji. W 2004 roku liczyło ok. 15 tys. mieszkańców. Oprócz Gagauzów zamieszkują w mieście także Mołdawianie, Rosjanie, Ukraińcy i Bułgarzy.
T.S. Passek odkopał tu neolityczną glinianą figurkę (terakota) przedstawiającą siedzącego mężczyznę, niby pierwowzór rzeźby myśliciela.